# Hassan Tan
Hassan Tan (Ambon (stad), 20 mei 1921) is een Nederlandse voormalige huisarts binnen de Molukse gemeenschap in Assen en Vaassen. Onder meer tijdens de Molukse acties bij Wijster (1975), De Punt (1977) en Assen (1978) trad hij op als bemiddelaar, met onder anderen Johan Manusama, ds. Samuël Metiarij en Josina Soumokil-Taniwel, weduwe van Chris Soumokil.

## Biografie
Tan werd geboren op het eiland Ambon. In 1946 vertrok hij, met een Malinobeurs, naar Nederland om medicijnen aan de Rijksuniversiteit in Leiden te gaan studeren. Hij legde met goed gevolg het artsexamen af, behaalde zijn doctorstitel en vestigde zich in Assen als huisarts. Hij huwde een Nederlandse vrouw.
In 1967 vroeg hij het Nederlanderschap aan en werd bij Koninklijk Besluit op 20-04-1967 tot Nederlands staatsburger genaturaliseerd.
Tan was van 1966 tot 1973 lid van de Zuid-Molukse regering in ballingschap, maar is hieruit teruggetreden. Hij werd in het kabinet van de Republiek der Zuid-Molukken (RMS) opgevolgd door Frans Tutuhatunewa.
In Zuid-Molukse kringen wordt hij nog steeds gewaardeerd. Hij heeft vele jaren een praktijk als huisarts gehad in de Molukse wijken van Vaassen en Assen.